# Oestrophasia thompsoni
Oestrophasia thompsoni är en tvåvingeart som beskrevs av Guimaraes 1977. Oestrophasia thompsoni ingår i släktet Oestrophasia och familjen parasitflugor. Inga underarter finns listade i Catalogue of Life.